# Chiesa di San Giovanni Battista (Pianezze di Arcugnano)
La chiesa di San Giovanni Battista è la parrocchiale di Pianezze, frazione di Arcugnano, in provincia e diocesi di Vicenza.
La struttura odierna venne costruita tra il 1876 e il 1877, mentre la chiesetta primitiva (di origine antecedente al XIII secolo), che era situata in una posizione più collinare, venne abbattuta nel 1876.

## Storia
Nel 1876 il parroco Don Angelo Diquigiovanni comunica alla diocesi la volontà di costruire una nuova chiesa con duplice motivazione: la struttura è ormai fatiscente e la maggior parte dei fedeli abita più a valle ed è costretta a percorrere una strada in salita per recarsi alle celebrazioni.
L'8 settembre 1876 venne posta e benedetta la prima pietra e, visto il fervore popolare, in soli 13 mesi la chiesa venne costruita ponendo una lapide sulla facciata in ricordo dell'impresa:
(Iscrizione presente sulla facciata)
Naturalmente la chiesa acquisì lo status di chiesa parrocchiale dal precedente tempio e accanto ad essa venne anche costruito il campanile che verrà poi ristrutturato nel 1924.
Nel 1937 vennero rinnovati i colori alle pareti interne donando loro un colore giallo-grigio paglierino.

## Descrizione

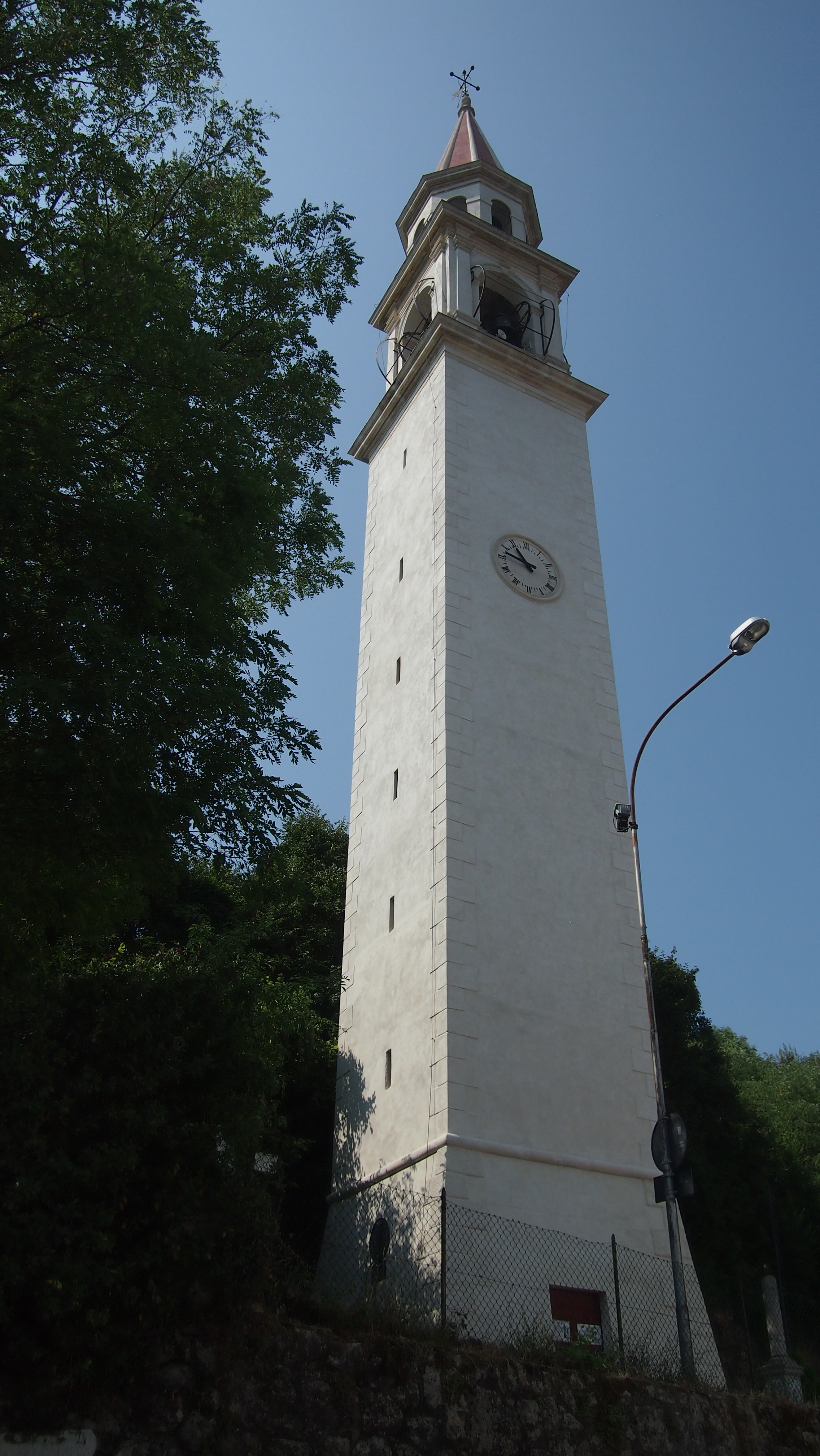
Il campanile visto da nordest

La chiesa presenta all'interno tre altari: quello maggiore dedicato al santo titolare e due minori dedicati alla Madonna del Rosario e a Gesù crocifisso
L'organo a due tastiere è opera della ditta Zordan di Cogollo del Cengio.
Sono presenti due dipinti: l'Esaltazione della croce posto sulla lunetta sopra l'altare maggiore e il settecentesco Battesimo di Gesù appeso sulla parete.

### Campanile
La nuova chiesa si dotò del campanile solo dopo il 1876, quando venne costruita la struttura a forma di torre di 25 metri di altezza, privo della cuspide e dotato di 3 campane. Fu solo nel 1924 che venne notevolmente ristrutturato: fu innalzato a 46 metri di altezza, la canna venne allargata fino a raggiungere i 4 metri, vennero rifuse le campane, si diede un'impronta classica alla cella campanaria e venne aggiunta una cuspide rossa.

#### Campane
Delle originali tre campane, a parte la benedizione (da parte del vescovo Farina nel 1876) e il peso complessivo (11 quintali), non si hanno dettagli. Le tre nuove campane, che vennero costruite grazie alla fusione delle precedenti, hanno un peso complessivo di 2.349 kg e vennero benedette il giorno 11 novembre 1924 dal vescovo Rodolfi, ma suonarono per la prima volto solo il 16 novembre dello stesso anno. Ogni campana presenta delle immagini e un'iscrizione dedicata:
1. la prima campana è in onore di san Giovanni Battista, presenta le immagini del crocifisso, del santo titolare, san Francesco, san Pietro e san Paolo, san Rocco e reca l'iscrizione Ego Immaculata Conceptio - Ecce agnus Dei ecce qui tollit peccatum mundi - Properate gentes, audite verbum Dei!; la nota è mi bemolle e pesa 1.062 kg[8];
2. la seconda campana è in onore di Maria Immacolata, presenta le immagini della Vergine Immacolata, san Luigi, san Zeno, san Gaetano, sant'Antonio Abate, del Sacro cuore e reca l'iscrizione Ecce Crucem Domini, fugite partes adversae!; la nota è fa e pesa 756 kg;
3. la terza campana è in onore di san Giuseppe, presenta le immagini di san Giuseppe, san Marco, san Vincenzo Ferreri, Madonna del Rosario, sant'Antonio di Padova, san Giovanni Evangelista e reca l'iscrizione Constituit eum Dominum domus suae - A fulgore et tempestate libera nos Domine!; la nota musicale è sol e pesa 531 kg[11].

## La vecchia chiesa
La prima chiesa di San Giovanni Battista fu il primo edificio religioso di Pianezze. Nata come chiesa minore o cappella, inizialmente era alle dipendenze della pieve di san Mauro a Costozza, ma divenne parrocchiale prima del 1658, anno in cui una visita pastorale la definisce tale.
Tale struttura non era nel sito dell'attuale chiesa, ma nella località Chiesa vecchia a Pianezze alto, probabile luogo dei primi insediamenti. Venne abbattuta nel 1876. Fino ai primi anni sessanta scavando circa un metro e mezzo, era ancora possibile trovare le fondamenta della chiesa abbattuta.
A fianco erano presenti una canonica e un cimitero.

### Storia
La chiesa di Pianezze appare per la prima volta in un elenco di tutte le chiese della diocesi di Vicenza datato 1297 dove è compresa fra i benefici ecclesiastici che non devono pagare la tassa della decima. Vista la sua presenza nel 1297 si può supporre che la chiesa sia stata costruita non più tardi della prima metà del XIII secolo, ma con molta probabilità prima.
Essendo la Pianezze dell'epoca non più di una borgata, molto probabilmente la chiesa in quegli anni non doveva essere nulla di più di una cappella o di una chiesa minore, retta da un presbiter (presbiter Daniele, secondo il documento), alle dipendenze della pieve di san Mauro di Costozza, a sua volta retta da un archipresbiter. In una visita pastorale del 6 giugno 1658 la chiesa viene definita come parrocchiale.
La chiesetta ricevette numerose visite pastorali (nel 1521, 1540, 1561, 1641, 1658, 1688 e 1816): dalle cui relazioni non solo si possono conoscere i nomi dei parroci che reggono la chiesa in quel periodo, ma si apprende che nel 1540 la chiesa possiede una canonica e un cimitero, che la chiesa diventa parrocchiale e che disponeva di tre altari.

#### Descrizione
Non essendo rimasta nessuna traccia o descrizione scritta non si sa molto della vecchia chiesa.
Secondo quanto riportato dal paesano proprietario del terreno in cui era sito il tempio, essa era di forma rettangolare di circa 5 per 10 metri.
Nella visita pastorale del 1688 vengono descritti i tre altari presenti nella chiesa di allora, ciascuno legato a una confraternita: l'altare maggiore intitolato a San Giovanni Battista (Confraternita del Santissimo Sacramento, eretta il 3 luglio 1669) e due altari minori intitolati alla Beata Vergine del Rosario (Confraternita del Rosario, eretta il 25 aprile 1646) e alle Beata Vergine della Corona o della Pietà (confraternita ignota, eretta nel 1616).

### Campanile
Del primo campanile si hanno poche tracce storiografiche, ma quasi sicuramente doveva essere adiacente alla prima chiesa di Pianezze e fino agli inizi degli anni sessanta era possibile notarne i resti nel terreno della famiglia Valente.
Il vecchio campanile ebbe una sola campana fino al 1628 quando il vescovo di Vicenza Brescia ordinò che ne venisse costruita una seconda.